# Диркс (Арканзас)
Диркс (англ. Dierks, Arkansas) — город, расположенный в округе Хауард (штат Арканзас, США) с населением в 1230 человек по статистическим данным переписи 2000 года.

## География
По данным Бюро переписи населения США город Диркс имеет общую площадь в 4,92 квадратных километров, водных ресурсов в черте населённого пункта не имеется.
Диркс расположен на высоте 135 метров над уровнем моря.

## Демография
По данным переписи населения 2000 года в Дирксе проживало 1230 человек, 349 семей, насчитывалось 465 домашних хозяйств и 542 жилых дома. Средняя плотность населения составляла около 256,3 человек на один квадратный километр. Расовый состав Диркса по данным переписи распределился следующим образом: 95,93 % белых, 0,57 % — чёрных или афроамериканцев, 1,14 % — коренных американцев, 0,08 % — азиатов, 0,81 % — представителей смешанных рас, 1,46 % — других народностей. Испаноговорящие составили 1,95 % от всех жителей города.
Из 465 домашних хозяйств в 32,5 % — воспитывали детей в возрасте до 18 лет, 63,9 % представляли собой совместно проживающие супружеские пары, в 6,9 % семей женщины проживали без мужей, 24,9 % не имели семей. 22,4 % от общего числа семей на момент переписи жили самостоятельно, при этом 13,8 % составили одинокие пожилые люди в возрасте 65 лет и старше. Средний размер домашнего хозяйства составил 2,56 человек, а средний размер семьи — 2,96 человек.
Население города по возрастному диапазону по данным переписи 2000 года распределилось следующим образом: 25,1 % — жители младше 18 лет, 8,3 % — между 18 и 24 годами, 26,7 % — от 25 до 44 лет, 19,8 % — от 45 до 64 лет и 20,1 % — в возрасте 65 лет и старше. Средний возраст жителей составил 38 лет. На каждые 100 женщин в Дирксе приходилось 85,8 мужчин, при этом на каждые сто женщин 18 лет и старше приходилось 85,3 мужчин также старше 18 лет.
Средний доход на одно домашнее хозяйство в городе составил 27 900 долларов США, а средний доход на одну семью — 31 667 долларов. При этом мужчины имели средний доход в 26 765 долларов США в год против 18 125 долларов среднегодового дохода у женщин. Доход на душу населения в городе составил 13 515 долларов в год. 9,8 % от всего числа семей в округе и 12,6 % от всей численности населения находилось на момент переписи населения за чертой бедности, при этом 14,5 % из них были моложе 18 лет и 22,1 % — в возрасте 65 лет и старше.